# Wasilew Szlachecki
Wasilew Szlachecki [vaˈɕilɛf ʂlaˈxɛt͡ski] est un village polonais de la gmina de Repki dans le powiat de Sokołów et dans la voïvodie de Mazovie, au centre-est de la Pologne.
Il est situé à environ 21 kilomètres à l'est de Sokołów Podlaski et à 108 kilomètres à l'est de Varsovie.